# Голубянка красивая
Голубянка красивая, или голубянка прекрасная (лат. Lysandra bellargus) — дневная бабочка из семейства голубянок.

## Этимология названия
Bellargus (с латинского, дословно) — прекраснее Аргуса (Plebejus argus).

## Описание
Длина переднего крыла — 14—18 мм.

## Распространение
Европа, Малая Азия, Кавказ и Закавказье, Малая Азия, Ближний Восток. В Восточной Европе вид широко распространен в степном, лесостепном и, частично, в лесном поясе. Северная граница ареала проходит по территории Польши (встречается очень локально по всей территории страны), Литвы (встречается только по долине Немана на север до Каунаса), Беларуси, где встречается крайне редко и локально, чаще единичными экземплярами, особенно в северных областях. На Украине — очень редок и локален на севере страны, южнее обычен. В России ареал ранее достигал севера зоны широколиственных лесов (Серпуховского района Московской области), где уже долгое время вид не отмечается. В Тульской области встречается только в Арсеньевском районе.

## Биология

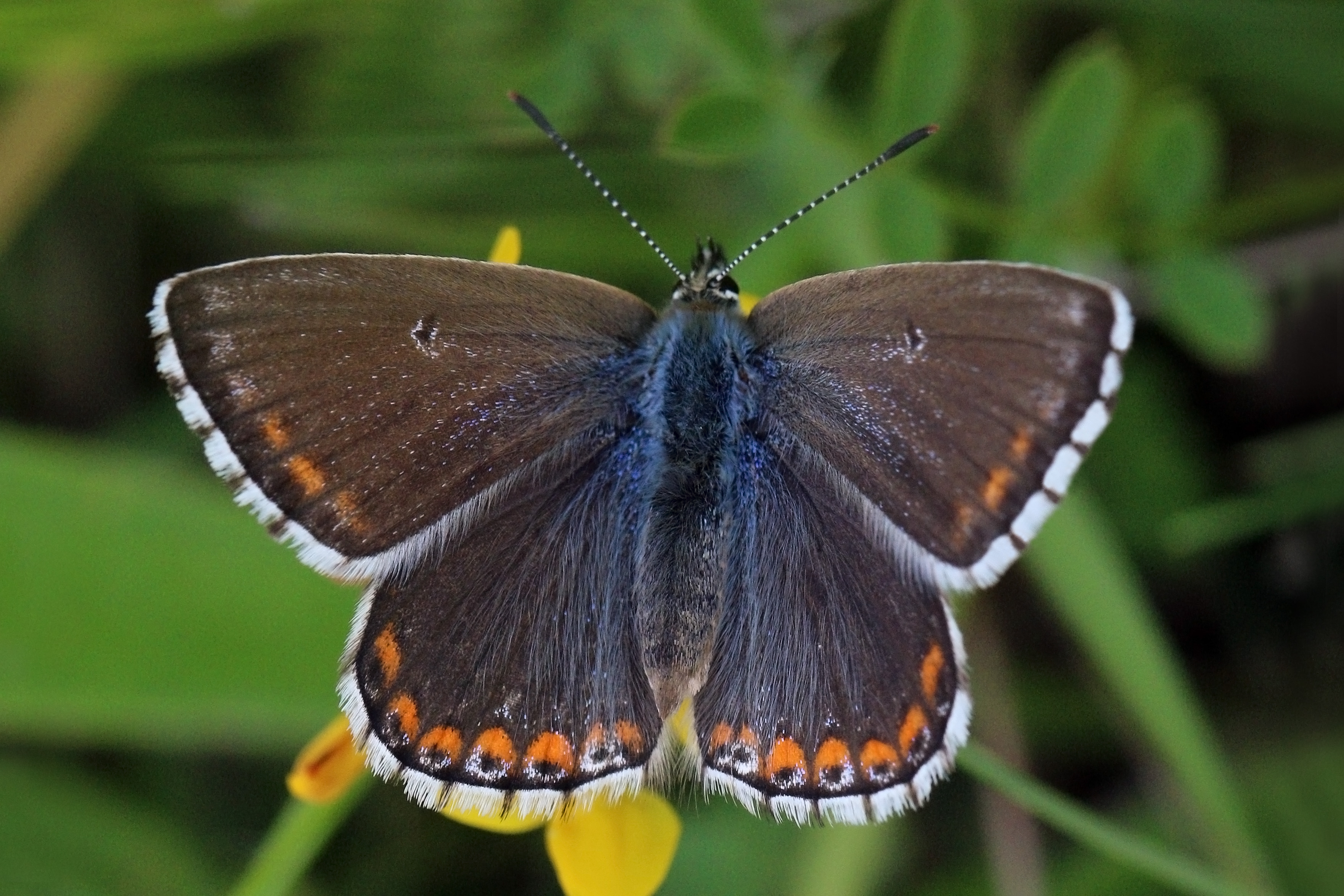
Самка

Населяет каменистые, особенно известняковые и меловые, обнажения, сухие и разнотравные луга, преимущественно склонов южных экспозиций, степные балки, овраги, сухие редколесья. В степной зоне места обитания: пастбища, пустыри, сады, территории городов и поселков и т. д.
Развивается в двух-трёх поколениях за год. Время лёта практически непрерывно с мая по сентябрь (в южной части ареала, на юге Украины — до конца октября). Самки откладывают яйца поодиночке на нижнюю поверхность молодых листьев кормовых растений. Продолжительность стадии яйца первого поколения — 18 дней, второго — до 40 дней. Гусеницы встречаются на протяжении всего тёплого сезона, преимущественно в апреле-мае и летом. Гусеницы первой генерации вылупляются в июне, а второй генерации — в сентябре — октябре, перезимовывают и возобновляют питание в конце марта или середине апреля, в зависимости от условий сезона.
Гусеницы питаются днём, а ночью или в перерывах между питанием отдыхают на почве, посещаются муравьями (мирмекофилы). Нередко муравьи переносят гусениц в «ячейки» земли, одновременно около гусеницы может находиться около 20 муравьёв. Гусеницы избегают прямых солнечных лучей, укрываясь днём на теневой стороне листа или на поверхности почвы, во время всего периода развития контактируют с муравьями: Lasius niger, Lasius alienus, Plagiolepis pygmaea, Myrmica scabrinodis, Myrmica sabuleti, Tapinoma erraticum. Зимуют гусеницы ранних возрастов в подстилке или в пазухах низко расположенных листьев. Окукливается там же или на поверхности почвы. Куколка обычно покоится на земле, затем погружается муравьями в почву в отверстие, соединенное подземным ходом с гнездом. Иногда гусеница находится в самом гнезде. Стадия куколки длится в среднем 20 дней.
Кормовые растения гусениц: Chamaecytisus, Coronilla varia, Genista tinctoria, Genista, Hipocrepis comosa, Lotus corniculatus, Lotus, Stachys sylvatica, Stachys, Trifolium, Vicia.